# 講田
講田（こうでん）とは、講及び講会の費用として宛てるために設置した田地のこと。
本来は、寺院領のからの収益である供料（寺領収納米）の中から捻出されていたが、後には寺院領の一部あるいは僧侶の私領のうちより寄進された特定の田からの収入（地子・加地子）をもってこれに宛てることとした。これを講田と称した。
講会の主催者が国家あるいは国府であった場合には、田租などの免除が行われ、また寺院側も講・講会の開催経費以外の徴収以外の課役を免除することになっていた。
講田の管理は当初はその講が属する僧侶の手で行われてきたが、後に講に参加する講衆の参加層が広がって農民出身者などが多くなると、彼らによって耕作されるようになった。